# APG-Trolleybus

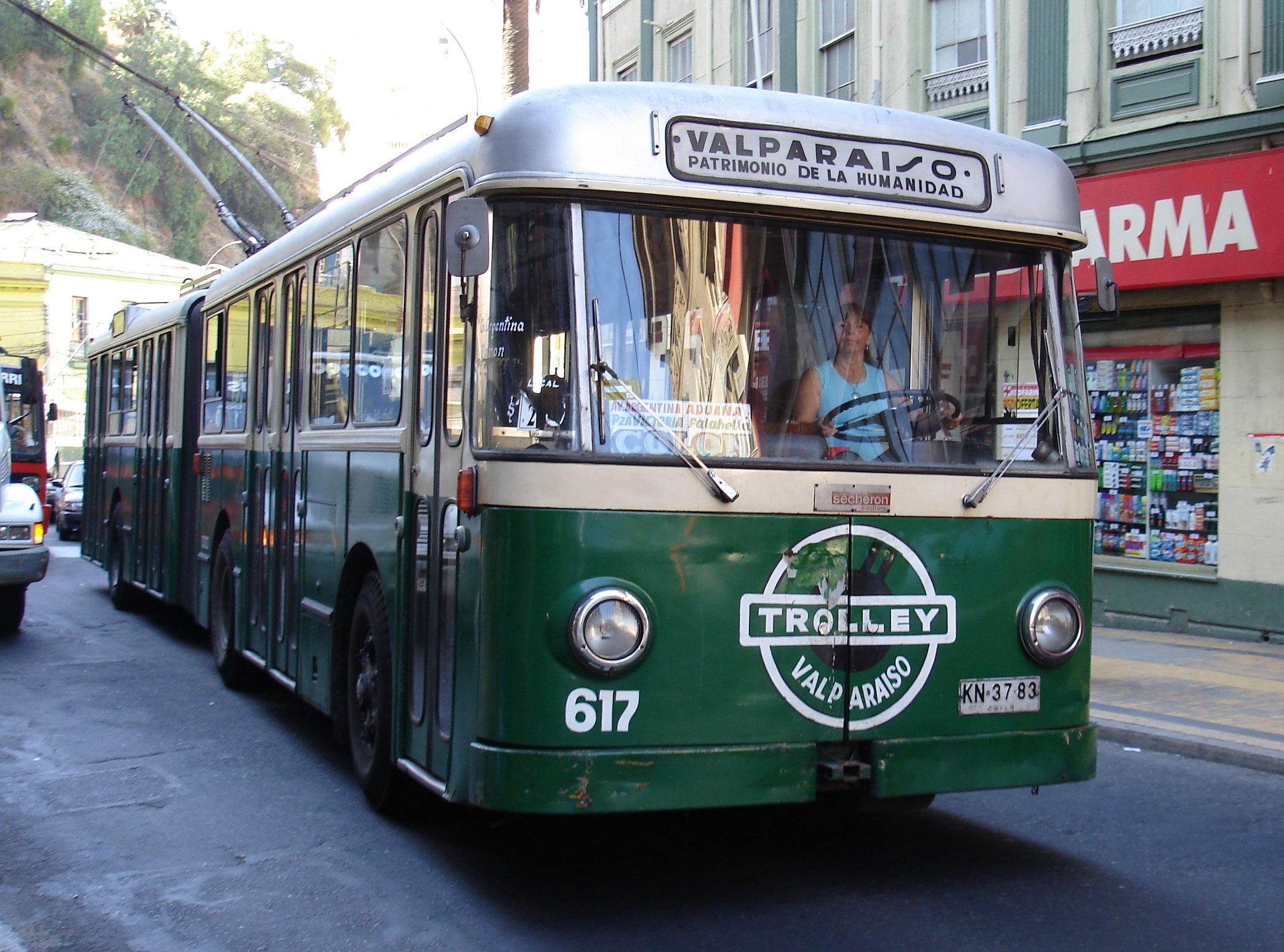
Der ehemalige Genfer Wagen 617 in Valparaíso

Der APG-Trolleybus war eine 50 Wagen umfassende Schweizer Trolleybus-Baureihe, die in den 1960er Jahren nach einheitlichen Konstruktionsprinzipien für vier Städte hergestellt wurde. Es handelt sich damit um einen Vorläufer des sogenannten VST-Einheitstrolleybusses aus den 1970er Jahren. 

## Geschichte
Als Vorläufer des APG-Trolleybusses gilt der Typ GTr51 von FBW, SWS und MFO. Er war der allererste Schweizer Gelenktrolley überhaupt und wurde in den Jahren 1957–1964 in zusammen 47 Exemplaren an die Städte Zürich, Bern und Winterthur ausgeliefert. Basierend auf dem GTr51 kamen dann in den 1960er Jahren – ähnlich wie beim Schweizer Standardtram aus den 1940er Jahren – auch bei der Herstellung von Trolleybussen erste Vereinheitlichungsbestrebungen auf. Es gründete sich die sogenannte Arbeitsgemeinschaft für pneubereifte Gelenkfahrzeuge, kurz APG, die eng mit dem Verband Schweizerischer Transportunternehmungen (VST) zusammenarbeitete und einen landesweit einsetzbaren Standard-Gelenktrolley entwickelte. Anders als die damals noch weitverbreiteten Anhängerzüge konnte dieser im Einmannbetrieb ohne Kondukteur betrieben werden. 

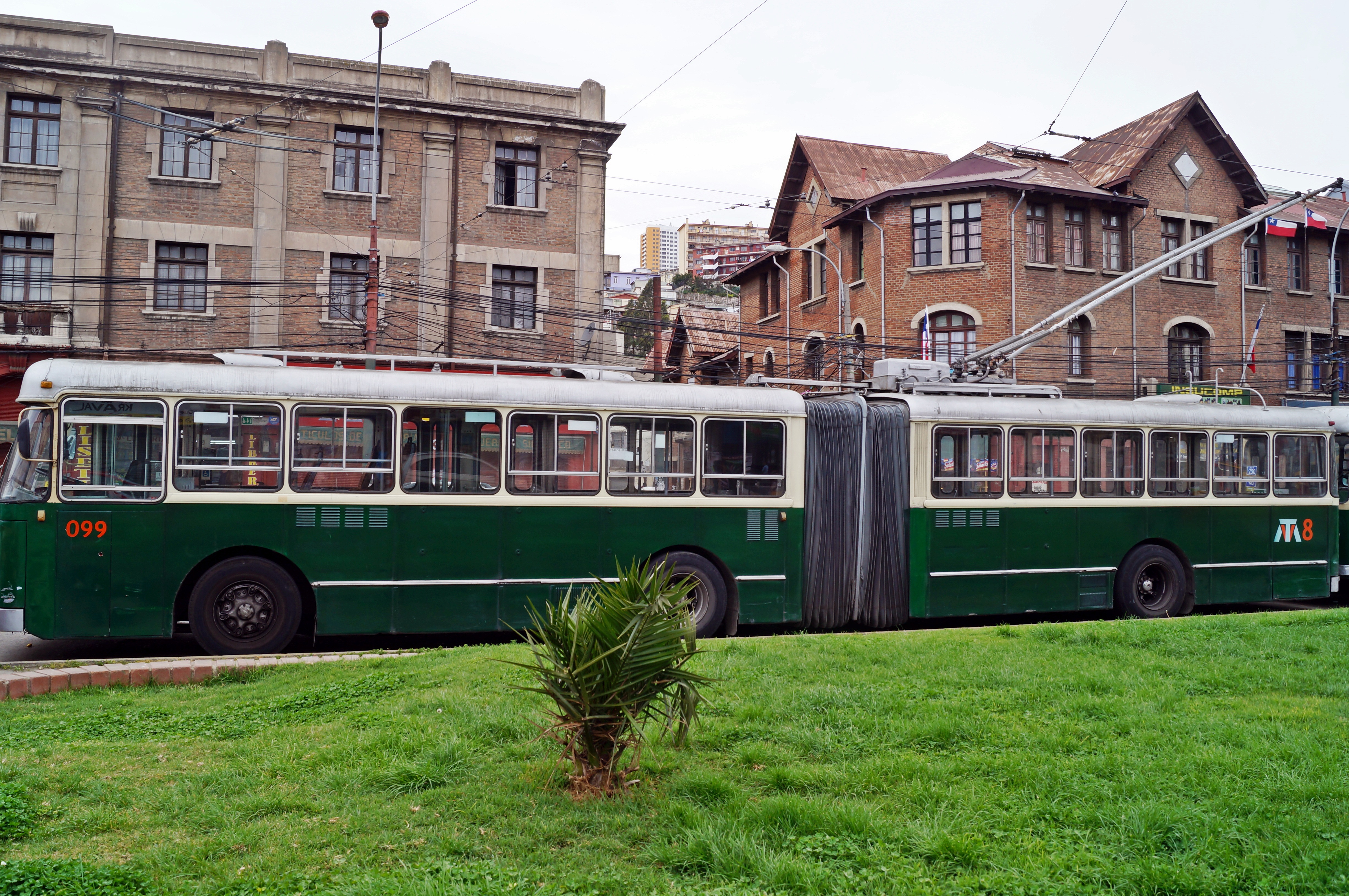
Seitenansicht des ehemaligen Genfer Wagens 607
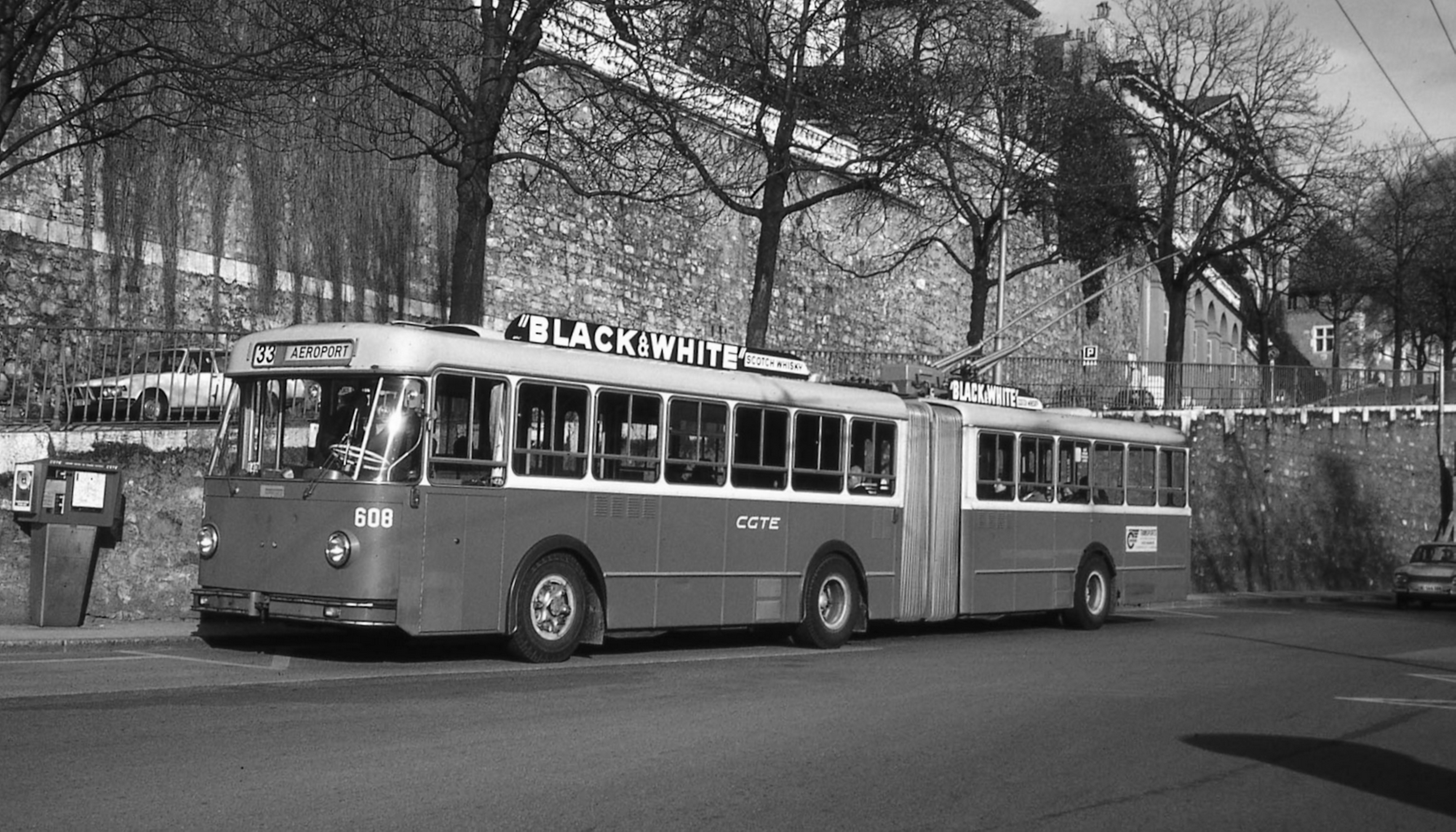
Der Genfer Wagen 608 im Einsatz auf der Linie 33
Wagen Nr. 104 der Verkehrsbetriebe Schaffhausen, der als Ersatzteilspender nach Winterthur abgegeben wurde.

Die zweimotorigen APG-Trolleybusse verteilten sich wie folgt auf die vier Betriebe:
| Unternehmen                                  | Netz                    | Typenbezeichnung | Stück | Chassis | Aufbau                                     | Elektrik  | Nummern | Baujahre |
| -------------------------------------------- | ----------------------- | ---------------- | ----- | ------- | ------------------------------------------ | --------- | ------- | -------- |
| Compagnie Genevoise des Tramways Électriques | Trolleybus Genf         | 4 GTP            | 21    | Berna   | SWS                                        | SAAS      | 601–621 | 1965     |
| Verkehrsbetriebe Winterthur                  | Trolleybus Winterthur   | 4 GTP            | 14    | Berna   | SWP / Ramseier + Jenzer                    | MFO / BBC | 106–119 | 1965–66  |
| Verkehrsbetriebe Schaffhausen                | Trolleybus Schaffhausen | 4 GTP            | 05    | Berna   | SWP / Ramseier + Jenzer                    | MFO / BBC | 101–105 | 1966     |
| Basler Verkehrs-Betriebe                     | Trolleybus Basel        | APG              | 10    | FBW     | SWP / SWS / Frech-Hoch / Ramseier + Jenzer | SAAS      | 901–910 | 1968     |

Die Basler Wagen waren bis 1995/96 im Einsatz und gelangten anschliessend nach Bulgarien, sechs gingen nach Pasardschik (901, 902, 904–906 und 908) und vier nach Russe (903, 907, 909 und 910). Ebenso ein Teil der Winterthurer APG-Trolleys, von ihnen kamen 107 und 115 nach Russe sowie 112, 113, 116, 117 und 119 nach Burgas. Nummer 118 blieb als historisches Fahrzeug in der Obhut von Rétrobus Léman erhalten. 14 Genfer (602–605, 607, 609, 611–613, 615–618 und 621) und zwei Schaffhauser (102 und 103) Wagen kamen wiederum nach Chile zum Oberleitungsbus Santiago de Chile beziehungsweise zum Oberleitungsbus Valparaíso. Mittlerweile ist weltweit kein einziger APG-Trolley mehr im Einsatz. 

## Solowagen
Obwohl der APG-Trolleybus laut Definition ein Gelenkwagen war, gab es auch davon abgeleitete Solowagen. Hierbei handelte es sich um die fünf Fahrzeuge des Typs 4 TP-A mit den Nummern 201 bis 205, die 1966 von Berna nach Schaffhausen geliefert wurden. 